# Stavtrup
Stavtrup is een plaats in de Deense regio Midden-Jutland, gemeente Aarhus. Het dorp wordt sinds 2010 beschouwd als buitenwijk van de stad Aarhus. Stavtrup telde 3693 inwoners (2007).
Het dorp ligt aan de route van de voormalige spoorlijn Aarhus - Thorsø. De lijn werd in 1956 gesloten, maar het voormalige stationsgebouw is bewaard gebleven.